# Jan Ohlsson
Jan Torsten Ohlsson (Uppsala, 3 giugno 1962) è un attore svedese.
È stato famoso tra i ragazzini degli anni settanta per avere interpretato il personaggio di Emil nella serie televisiva Emil, tratta da una serie di racconti scritti da Astrid Lindgren, l'autrice di Pippi Calzelunghe.
La serie televisiva ebbe un discreto successo in Italia ma da allora non è stata più riproposta al pubblico. In occasione delle festività natalizie 2011 viene riproposta sul canale 80 del digitale terrestre stazione TV Studio 1 in diverse serate con il nome di Michael la peste ma è semplicemente il montaggio degli episodi storici.